# 徐渭

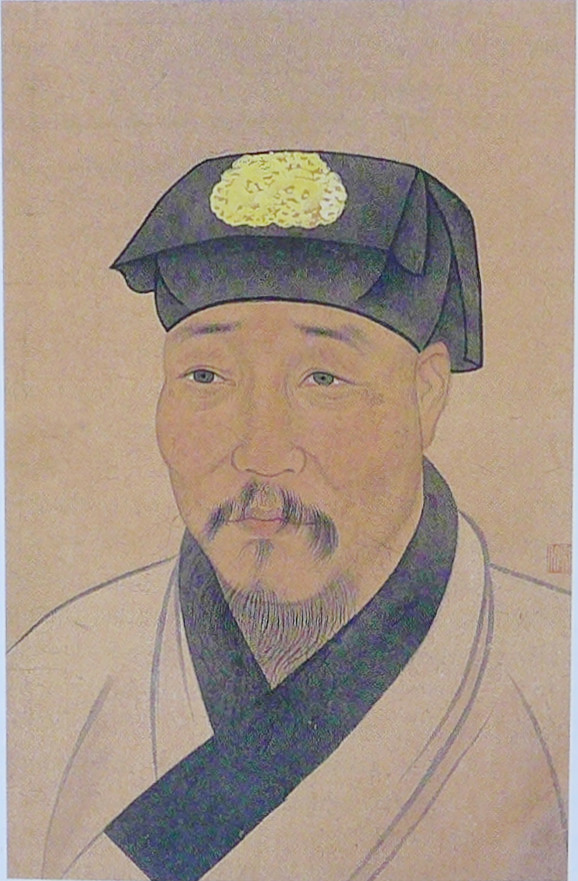
徐渭の肖像　南京博物院

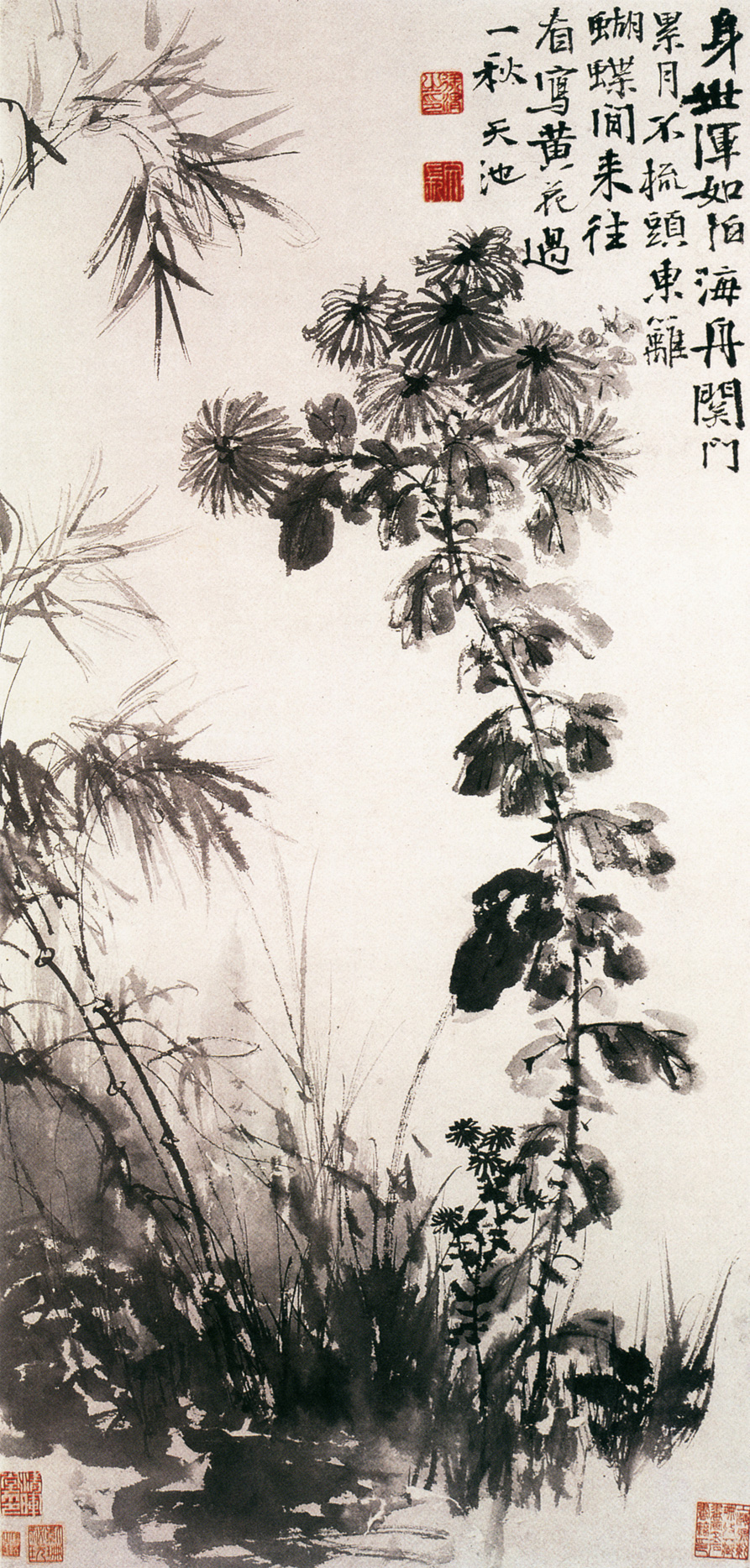
菊竹図、中国・遼寧博物館蔵

徐 渭（じょ い、Xu Wei、正徳16年2月4日（1521年3月12日） - 万暦21年（1593年））は、中国明代の文人。書・画・詩・詞・戯曲・散文など多様なジャンルで天才性を発揮。その作風は後世に大きな影響を与えた。しかし、その一方で精神を病み、妻を殺害するなど破滅的で不遇な生涯を送った。
諱は渭。字をはじめ文清、のちに文長と改めた。青藤老人・天池生・天池漁隠・天池山人・白鷳山人・鵝鼻山儂・山陰布衣・田丹水・田水月など多くの雅号・室号を持つ。紹興府山陰県大雲坊（現在の浙江省紹興市越城区）の生まれ。

## 略伝
徐渭の父の徐鏓（じょそう）は夔州府知府をつとめた。徐渭はこの父の召使いとの間に生まれた庶子であった。正妻の童氏の子である二人の兄の徐淮（じょわい）と徐潞（じょろ）がいたが、徐渭が生まれたときは既にこの正妻は亡くなっていた。生後百日目で父が病死。後妻だった苗氏が嫡母となって徐渭を育てた。
6歳からエリート教育を受け、経学をはじめ八股文・古琴・琴曲・剣術などを学んだ。14歳のときに嫡母が没し精神的な支柱を失う。20歳のときにようやく童試に合格し秀才となる。その後20年の間に8度、郷試に臨むも及第に至ることはなかったが、その間に多くの師友・学友を得て郷里では「越中十子」と称されたという。この中には画家の陳鶴や泰州知州にのぼった朱公節などがいる。
20代はじめころ潘克敬の娘婿となり長男の徐枚をもうけた。25歳のときに長兄の徐淮が急死。すぐのち19歳の若妻の潘氏が亡くなるという不幸が重なる。科挙に受からず役人になることはできなかったため、やむなく家塾を営んだが生活は貧窮した。
友人を頼って各地を転々とするうち、32歳のとき紹興に侵入した倭寇の討伐軍に剣術の師である彭応時や友人の呂光升らと参加。戦果を挙げたことで胡宗憲など高級官僚から幕客（私設秘書）として迎えられた。この頃、名将として名高い戚継光や兪大猷に彼らを讃える詩を贈っている。胡宗憲は徐渭の文才を見抜き様々な文章の代筆を依頼した。殊に1560年に制作した「鎮海楼記」が高く評価され褒賞を得る。これを元手に40歳にして自宅となる酬字堂を建築。この模様を『酬字堂記』として著している。
しかし2年後、胡宗憲が不正事件に連座し失脚。徐渭自身は罪に問われなかったとはいえ、有力な後ろ盾を失い生活は困窮。しだいに精神が不安定になっていく。一旦は北京に職を見つけるがすぐに辞め紹興に戻った。自ら「墓志銘」を書き、2年間、9回の自殺未遂を重ねた。1566年、ついに狂気から妻である張氏を殺害。7年の獄中生活を送る。知人でありパトロンであった張天復・張元忭父子は減刑や釈放に奔走し親身になって徐渭の救出を試みている。
釈放後、紹興近くの名勝諸曁県五洩山に友人らと滞在し「遊五洩記」を著し、その後に杭州・南京・宣府など中国各地を遊歴。多くの人物と交遊。盛んに詩や画の制作、文筆を行った。北京では武将の李如松と面識を得て後に任地の馬水口に賓客として厚遇された。1582年、病が進行し帰郷するが家庭内不和で長男の徐枚と別居となり次男の徐枳（じょき）と暮らす。門戸を閉ざし誰とも会おうとはせず遠出もすることはなかったが、制作意欲は旺盛で「西渓湖記」など多くの傑作を残した。1587年に再び、李如松に招かれたため北京へ赴く途次、徐州で発病しやむなく自宅に戻る。徐枳のみが赴き幕客となっている。後にこのとき徐枳が得た報酬を充てて徐渭の詩文集を編纂した。
1593年、徐枳の岳父の屋敷に仮寓。自伝『畸譜』を書き上げると、その年に没した。享年73。

## 思想・詩文・散文

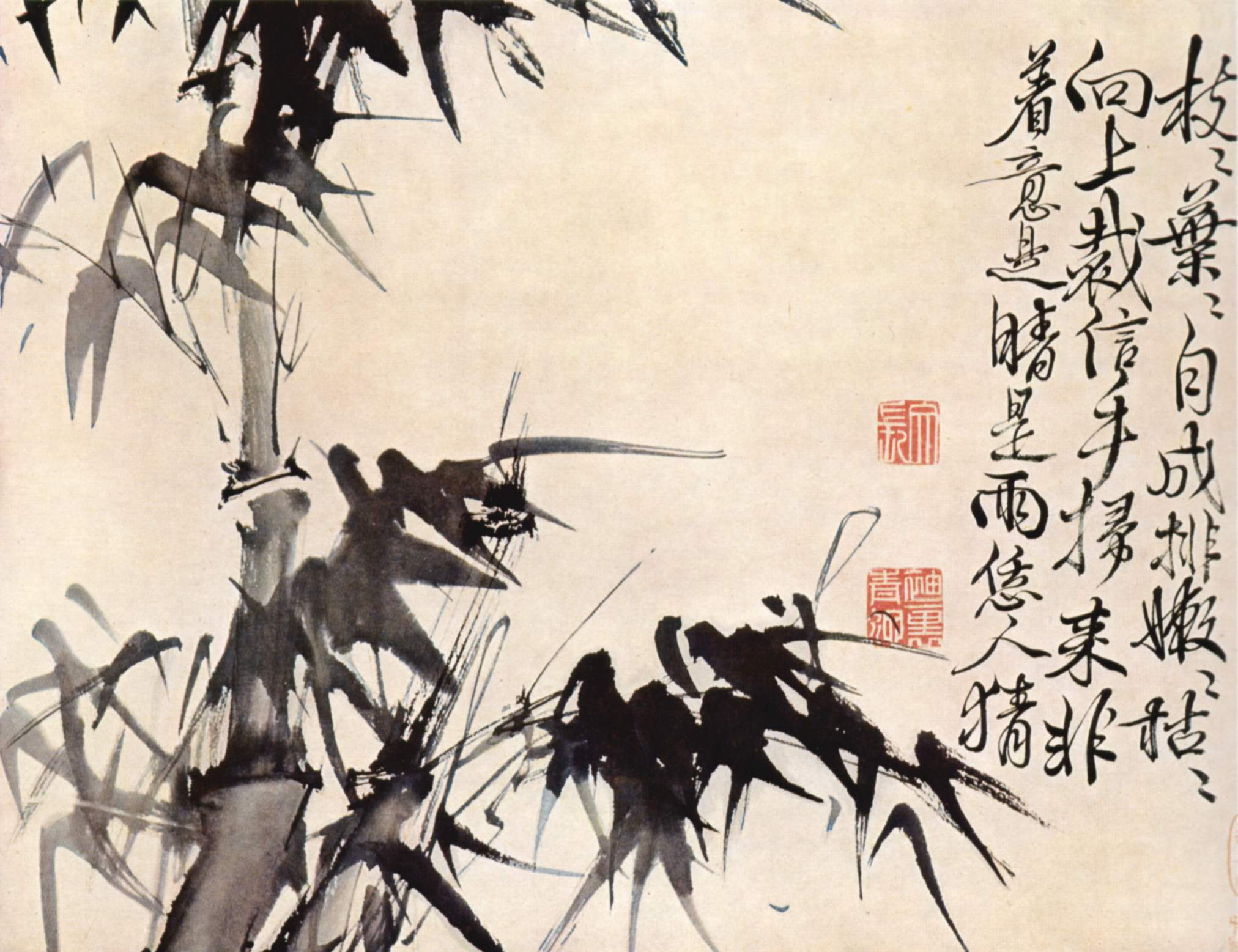
竹図、アメリカ・フリーア美術館蔵

徐渭は、王陽明の門弟子の王畿や季本、その弟子の唐順之らに師事し思想面や文学面で陽明学の影響を強く受けている。とりわけ、季本を敬愛し、27歳のときから師が没する41歳まで師弟関係が継続した。その死を悼んで「李長沙公哀詞三首」を詠み、「先師彭山先生小伝」を書いてその行跡を伝えた。
当時の文学界では華美で大仰な「台閣体」に対して古文復興運動の機運が高まり、李攀竜や王世貞ら古文辞派が唱える擬古主義が台頭しはじめていた。しかし、徐渭は古文辞派を批判し、自らの素直な気持ちを表現すべきであると主張。袁宏道は徐渭を敬愛し『徐文長伝』を著している。晩年には詩人の梅国楨とも交友した。また劇曲家で古文辞派批判の急先鋒の湯顕祖も、徐渭の『四声猿』を高く評価した。『四声猿』は異色作として後進に大きな影響を及ぼした。なお『曲律』の作者である王冀徳は徐渭の直弟子である。
鄭振鐸は徐渭を李贄や湯顕祖とともに公安派の先駆者と評している。近年の研究では、唐宋派から公安派・竟陵派への架け橋として位置づけられている。

## 書・画
書は蘇軾・米芾・黄庭堅などの宋代の書に師法し、行書・草書に秀でた。袁宏道が「八法の散聖、字林の侠客」と評したように自由奔放な書風を確立した。清の八大山人・石濤・揚州八怪らは徐渭の書風を強く敬慕した。
京都鷹峯の太閤山荘には小堀遠州作の茶室「擁翠亭」が移築されており、そこの扁額は、徐渭が万暦20年（1592年）に書いたもので、現在その写しが掲げられている。
画は牧谿など宋・元の花卉図を模範とし、やはり自由奔放で大胆な画風であった。陳淳とともに写意画派の代表とされる。徐渭は好んで水墨の花卉雑画を画き、自作の題詩を書き込んでいる。山水図はあまり画かなかった。その画風は清初の八大山人・石濤、また鄭燮や李鱓、清末の趙之謙・呉昌碩・斉白石・潘天寿など後の大家に強い影響を与えた。

## 著作
- 『徐文長三集』
- 戯曲『四声猿』

## 代表作

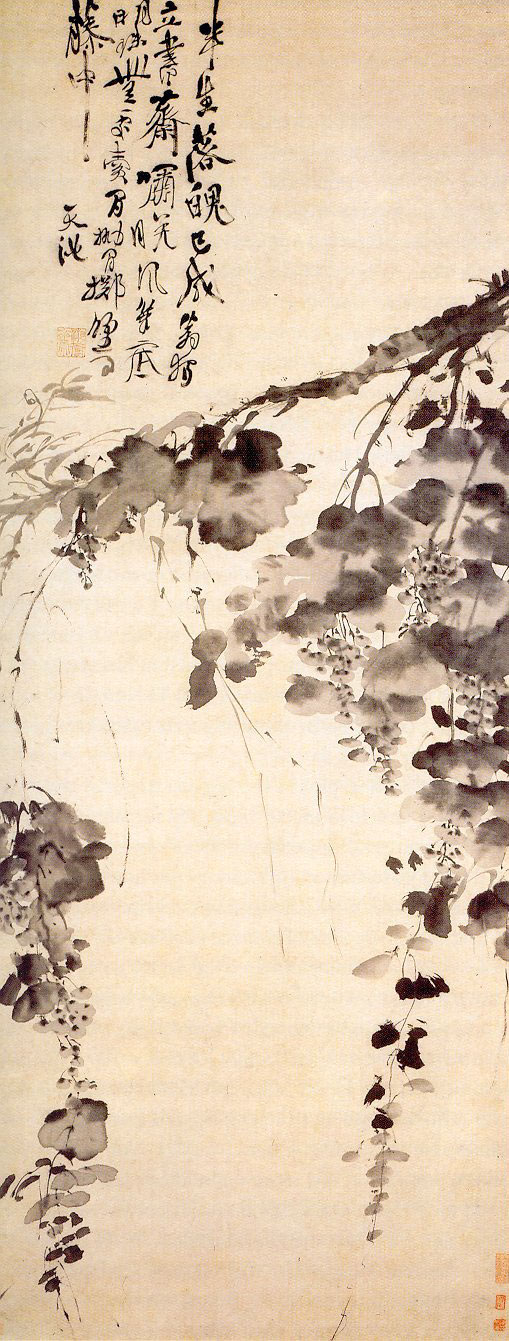
葡萄図、北京故宮博物院蔵

### 書跡
- 「論書法巻」1592年　北京故宮博物院

### 花卉雑画
- 「寒林四友図」1570年　ベルリン東アジア美術館
- 「花卉図巻」1575年　東京国立博物館
- 「墨花図巻」（十六種花図巻）1577年　北京故宮博物院
- 「雑画巻」11段　1580年　上海博物館
- 「山水人物花卉冊」1588年　北京故宮博物院
- 「墨花十二段巻」1591年　北京故宮博物院
- 「花卉雑画巻」4段　1591年　泉屋博古館
- 「花卉図巻」8段　1591年　黒川古文化研究所
- 「花卉図巻」8段　1592年　上海博物館
- 「花卉雑画図巻」8段　1592年　栄宝斎[9]
- 「墨花九段巻」1592年　北京故宮博物院